# Megaselia globicornis
Megaselia globicornis är en tvåvingeart som beskrevs av Schmitz 1948. Megaselia globicornis ingår i släktet Megaselia och familjen puckelflugor. Inga underarter finns listade i Catalogue of Life.